# Asthenia inca
Asthenia inca är en fjärilsart som beskrevs av Jordan 1924. Asthenia inca ingår i släktet Asthenia och familjen påfågelsspinnare. Inga underarter finns listade i Catalogue of Life.